# Elsa Grave
Elsa Margareta Grave, född 17 januari 1918 i Gunnarstorp i Norra Vrams församling i Malmöhus län, död 17 juni 2003 i Veinge-Tjärby församling i Hallands län, var en svensk författare, målare och poet. Hon var bosatt i Halmstad.
Elsa Grave framträdde först som målare med en konstutställning 1940. Hon debuterade 1943 som lyriker och blev företrädare för fyrtiotalismen. Hon publicerade 18 diktsamlingar, tre romaner och ett antal skådespel. I hennes författarskap utgör kvinnans roll som mor och samhällsvarelse ett återkommande tema.

## Biografi
Elsa Grave växte upp i en familj med tre syskon. Fadern Carl Wolrath Grave var gruvingenjör och modern Elsa Regina, född Järle, skolkökslärare. Familjen bodde först i Gunnarstorp, där det fanns en gruva, och därefter i Billesholm i närheten av gruvorna där. Familjen flyttade sedan till Nyvång nära den stenkolsgruva som var faderns arbetsplats.
Elsa Grave hade tidigt drömmar om konstnärskap, i första hand som skådespelare, men skrev och målade redan som barn. Efter studentexamen vid Helsingborgs flickläroverk 1938 reste hon runt i Europa under ett år och studerade konst vid olika skolor. Hon återvände till Lund 1939 och studerade romanska språk, konsthistoria, religionshistoria och nordisk och jämförande fornkunskap vid Lunds universitet samt avlade filosofie kandidatexamen 1942.  Under lundatiden lärde hon känna Sven Alfons och de kom att ha en gemensam konstutställning 1940 på Skånska konstmuseet.
1942 flyttade Elsa Grave till Stockholm för att studera konst för Isaac Grünewald. Under denna tid umgicks hon med de blivande fyrtiotalistpoeterna och blev god vän med bland andra Karl Vennberg. 1943 debuterade hon som poet med Inkräktare.
Elsa Grave gifte sig 1945 med läkaren Olle Henschen-Nyman, som var son till översättaren Dagny Henschen samt bror till diktarna Britt G. Hallqvist och Arne Nyman. Makarna flyttade till Lund och därefter till bland annat Linköping och Boden; familjen innefattade två barn födda 1945 respektive 1949. De närmaste åren efter författardebuten publicerade Elsa Grave flera diktsamlingar och även dramatik. Efter uppbrott från äktenskapet tillbringade hon med sina två barn 1955 ett år som stipendiat på Capri. Under en tid därefter bodde hon i Söndrum i Halland där Halmstadgruppens konstnärer utgjorde en liten konstnärskoloni. I en relation hon hade som frånskild fick hon ytterligare ett barn 1958. Året dessförinnan flyttade Grave till Blomstervången i Vapnödalen nära Halmstad och där kom hon att bo fram till 1997 då hon bosatte sig på ett vårdhem.

## Författarskap
Elsa Grave publicerade arton diktsamlingar, tre romaner och ett antal skådespel och är representerad i ett flertal diktantologier. Hon kom från debuten 1943 att räknas till 40-talets modernister. Det publika genombrottet kom 1948 med Bortförklaring. Författarskapet kan indelas i tre perioder. Under den första tillhör hon fyrtiotalsgenerationen med modernismens genombrott. Den andra  inleds i början av 1950-talet då hon  utvecklar ett speciellt språk som präglas av grotesk ironi och ett existentialistiskt synsätt. Hennes tredje period infaller under 1970-talet med ett dominerande samhällsperspektiv.
Elsa Graves diktning kännetecknas av ett mustigt språk med "svart komik, vredesladdad absurdism och grotesk ironi". Djurmetaforer är frekvent förekommande. Uppväxtmiljön med trädgårdarnas djur- och växtliv, gruvorna och askbergen tillhandahöll rikligt med symboler som återkommer i författarskapet. Hennes bakgrund som bildkonstnär avspeglar sig bland annat i hanteringen av färger i texterna där speciellt blått är vanligt förekommande.
Elsa Grave skriver utifrån ett djupt engagemang i flera ämnesområden. Hon har kallats såväl visionär som häxa. Enligt litteraturvetaren Eva Lilja var Elsa Grave i sina ämnesval 50 år före sin tid och är aktuell på ett sätt som de andra fyrtiotalisterna inte är idag. Grave skriver om moderskap, kvinnoliv och familjerelationer, sexualitet och abort. En av de mest citerade dikterna av författaren, "Svinborstnatt", skall ha inspirerats dels av en dramatisk ungdomsupplevelse av ett oplanerat besök i ett svinhus, dels av den djuriskt vegetativa känslan i en amningssituation.
Elsa Grave reagerar på krig och upprustning, den snabba teknologiska utvecklingen och utnyttjande av naturens resurser i tillväxtsamhället. Hon efterlyser en anpassning till naturens och jordens tröghet. Pjäsen Barnbålet eller Tre hundar (1971), där mödrar bränner sina spädbarn, uppfattades vid publiceringen som svårförståelig men kan enligt Lilja ses som ett uttryck för en vanmäktig känsla av att inte kunna skydda barnen från den hotfulla världen. Dikterna i Slutförbannelser (1977) tilldrar sig efter ett atomkrig. De har tonsatts som ett rekviem av Rolf Enström och har jämförts med Harry Martinsons Aniara.
Elsa Grave såg sig själv som "ett vidrigt, argt språkrör för allt som är försumbart", för det väsentliga — människan — mot "det som räknas" i dagens samhälle: det tekniska, vinstmaximering och det robotartade. Hon menade också att konst och kultur utgör en "broms mot undergången" och att "poesins språk gör det politiskt acceptabla inacceptabelt". Elsa Grave tillhör de författare som tidigt gav Miljöpartiet sitt offentliga stöd och blev en aktiv medlem.
Elsa Grave säger i en intervju att när hon skriver en dikt är det melodin som kommer först. Under studietiden tog hon lektioner i kompositionslära. Förutom Slutförbannelser är flera andra dikter tonsatta av bland andra Sven-Erik Johansson, Lars Johan Werle och Kerstin Jeppson.

## Eftermäle
På hennes 80-årsdag bildades Elsa Grave-sällskapet för att sprida kunskap om hennes poesi. Inför 100-årsminnet av Elsa Graves födelse publicerades under 2017 tre urvalsvolymer med dikter, pjäser och prosa.

## Priser och utmärkelser
- 1951 – Tidningen Vi:s litteraturpris
- 1955 – Svenska Dagbladets litteraturpris
- 1957 – Boklotteriets stipendiat
- 1960 – Aftonbladets litteraturpris
- 1960 – Boklotteriets stipendiat
- 1963 – Bellmanpriset
- 1966 – Litteraturfrämjandets stipendiat
- 1968 – De Nios Stora Pris
- 1973 – Övralidspriset
- 1975 – TCO:s kulturpris
- 1976 – Ferlinpriset
- 1978 – Carl Emil Englund-priset för Slutförbannelser
- 1978 – Sveriges Radios Lyrikpris
- 1978 – Tagea Brandts rejselegat for kvinder
- 1983 – Litteraturfrämjandets stora pris